# Lac-Frontière
Lac-Frontière är en kommun i provinsen Québec i Kanada. Den ligger i regionen Chaudière-Appalaches, i den sydöstra delen av landet, 500 km öster om huvudstaden Ottawa.